# Gijano
Gijano es una localidad española del municipio de Valle de Mena, perteneciente a la provincia de Burgos, en la comunidad autónoma de Castilla y León.

## Toponimia
El lugar puede aparecer referido como «Gijano»y «Jijano».

## Historia
Hacia mediados del siglo XIX, el lugar, ya por entonces perteneciente al ayuntamiento de Valle de Mena, tenía contabilizada una población de 52 habitantes. Aparece descrito en el noveno volumen del Diccionario geográfico-estadístico-histórico de España y sus posesiones de Ultramar de Pascual Madoz con las siguientes palabras:

JIJANO: l. en la prov. aud. terr. y c. g. de Burgos (21 leg.), dióc. de Santander (14), part. jud. de Villarcayo (1), y ayunt. titulado del valle de mena (1 1/2). sit. en terreno desigual á la marg. der. del r. Cadagua ó Nervion, donde le combaten todos los vientos: su clima es sano, y las enfermedades que mas comunmente se padecen son constipados y algunas pleuresias. Tiene 16 casas; dos fuentes de escelente calidad, una igl. parr. de entrada (Santiago Apóstol), servida por un cura párroco de patronato del conde de Noblejas, y un cemenerio; aquella comprende los barrios de la Ferreria, las Quintanas y Villanueva. Confina el térm. N. Carranza; E. Bortedo; S. Mena-mayor, y O. Nava; la jurisd. del pueblo que se describe abraza los tres citados barrios. El terreno es aluminoso-magnesiano y de inferior clase; báñale el espresado r. Cadagua ó Nervion y otros arroyuelos que se desprenden del monte llamado Ordunte, pasando aquel por el barrio de la Ferreria; hay los montes conocidos con los nombre de Pobo, Carrascal, el Pozo, Travarriente, Ugachas, Sojaza, Santorral y dicho Ordunte, todos poblados de robles y otros varios arbustos. caminos: cruza por el térm. el real que conduce de Bilbao á Castilla, los demas son vecinales y en mal estado. correos: la correspondencia se recibe de Valmaseda y Villarcayo por balijero y de ambos diariamente. prod.: trigo, maiz, patatas y chacolí, de todo en pequeña cantidad; ganado vacuno, lanar y cabrio; caza de perdices, sordas, liebres, corzos, raposos, lobos y osos; y pesca de truchas, barbos y loinas. ind.: la agrícola, la carbonería, dos fábricas de hierro y un molino harinero. comercio: la importacion de vinos y otros artículos de vestir, y la estraccion de carbones y hierro en bruto y pulimentado. pobl.: 14 vec. 52 almas.
(Madoz, 1847, pp. 630-631)

En 2023, la entidad singular de población tenía empadronados 79 habitantes y el núcleo de población, 46.

## Patrimonio
Hay en la localidad una iglesia de Santiago Apóstol.